# Le Magnifique (film, 1973)
Pour les articles homonymes, voir Magnifique.
Pour plus de détails, voir Fiche technique et Distribution.
Le Magnifique est un film français, réalisé par Philippe de Broca, coproduit avec l'Italie et sorti en 1973. C'est un pastiche des films d'espionnage et des James Bond.
François Merlin (Jean-Paul Belmondo), un écrivain de romans de gare timide et fauché, s'est inventé un double littéraire, l'agent secret Bob Saint-Clar. Celui-ci possède la séduction et le courage que Merlin n'a pas, notamment pour séduire sa voisine d'immeuble, Christine (Jacqueline Bisset).
Merlin, alors qu'il travaille à l'écriture de son nouveau roman d’espionnage, transforme les gens de son quotidien en personnages qu'il intègre à son histoire, notamment Christine et son éditeur Charron (Vittorio Caprioli), en les parodiant et les ridiculisant, à l'image de son héros viril Bob Saint-Clar.

## Synopsis
Au Mexique, un requin dévore un espion prisonnier d'une cabine téléphonique jetée à la mer. Pour enquêter sur cet événement, on appelle à la rescousse l'agent français Bob Saint-Clar, le meilleur agent secret du monde. Celui-ci est dépêché sur place où l'attend la très belle Tatiana, agent secret également.
Sur une plage exotique, ils sont attaqués par une horde d'ennemis envoyés par l'infâme colonel Karpov, le chef des services secrets de la république populaire d'Albanie et ennemi de toujours de Bob Saint-Clar. Parmi eux, une femme de ménage passe l'aspirateur dans le sable.
L'écrivain François Merlin est en fait dérangé par sa femme de ménage. Il tape à la machine les nouvelles aventures de Bob Saint-Clar (à qui il a donné ses traits), pour son roman à paraître bientôt. On sonne à la porte : c'est l'électricien venu faire des réparations chez Merlin, mais qui n'intervient pas car le plombier n'a pas encore fait son travail. Merlin se remet à sa machine à écrire, très agacé.
Au Mexique, l'électricien est abattu par Bob Saint-Clar. Puis les espions ennemis réussissent à s'emparer de lui et le font monter de force dans un hélicoptère avec Tatiana, alors même qu'il a des problèmes d'élocution soudains.
À Paris, l'écrivain Merlin a, quant à lui, des problèmes avec sa machine à écrire, dont les « R » déraillent : il lui en faut une nouvelle. En sortant de chez lui, il croise dans l'ascenseur sa très charmante voisine d'immeuble, qui ressemble étrangement à Tatiana et dont Merlin est secrètement tombé amoureux, l'intégrant à son histoire. Lorsqu'il achète son nouvel instrument de travail, on constate que François n'est pas au mieux dans ses finances. Il passe alors chez son éditeur, Charron, quémander une avance qui lui sera refusée, bien entendu... Mais son éditeur lui rappelle combien lui, François Merlin l'auteur, fait rêver les lectrices et les lecteurs avec son héros viril Bob Saint-Clar. Merlin retourne se mettre à l'ouvrage car il doit bientôt livrer son nouveau bouquin.
Au Mexique, Bob Saint-Clar et Tatiana sont accueillis et faits prisonniers par l'infâme Karpov (qui ressemble étrangement à Charron, l'éditeur). Le méchant les torture afin d'obtenir des informations. Au moment où il va trancher l'un des seins de Tatiana, un jeune homme apparaît.
Le fils de François Merlin vient déjeuner avec son père. Par la fenêtre, ils aperçoivent la voisine.
Au Mexique, Bob Saint-Clar vient à bout des nombreux ennemis, avec force effusion de sang. Tatiana et lui peuvent s'échapper.
François Merlin est interrompu par les plombiers. Ils ne peuvent malheureusement pas faire de réparations chez lui car l'électricien n'a rien fait au préalable et, donc, ils s'en vont. Survient chez lui la jolie voisine qui lui demande où sont partis les plombiers, car elle a aussi besoin de leurs services. Merlin essaie de les rattraper, en vain. Pendant ce temps, la jeune femme feuillette un roman de Bob Saint-Clar, puis l'emprunte à son propriétaire et auteur, ce qui n'est pas pour lui déplaire.
Au Mexique, Bob Saint-Clar et Tatiana, dans leur fuite, survolent des pyramides aztèques et échangent des propos séducteurs.
À Paris, la jeune femme lit Panique rouge en Alaska, une autre aventure de Bob Saint-Clar.
En Alaska, Bob Saint-Clar descend sur son canoë une rivière improbable.
À Paris, la jeune femme termine rapidement le livre et en emprunte d'autres à Merlin, en lui promettant de revenir lui donner des explications. Celui-ci se fait beau pour l'accueillir. Mais, pendant ce temps, celle-ci lit et prend des notes. Le lendemain matin, Merlin se remet au travail, toujours enthousiaste, ce qui se ressent dans ses écrits du jour.
Au Mexique, Bob Saint-Clar et Tatiana reçoivent un appel du colonel qui, au même moment, se fait attraper par les ennemis.
François Merlin reçoit sa voisine. Elle s’appelle Christine et est une étudiante britannique. Elle lui explique qu'elle s'intéresse à ses romans car elle fait une étude sociologique sur la réception de ce genre de littérature dans les classes populaires. Merlin, qui l'a incarnée en Tatiana dans son roman, lui lit quelques passages.
Bob Saint-Clar sort le grand jeu pour séduire Tatiana.
François Merlin tente aussi de sortir le grand jeu pour séduire Christine, mais cette dernière le remet à sa place car il n'est pas Bob Saint-Clar, puis s'en va. Vexé, Merlin se remet au travail, avec quelques conséquences pour son personnage Bob Saint-Clar. L'écrivain se met à imaginer des situations de plus en plus grotesques, humiliant ses personnages — et surtout son héros — de toutes les manières possibles.
Bob Saint-Clar subit toutes les catastrophes possibles, se ridiculisant progressivement.
À Paris, Christine va chercher des informations chiffrées auprès de l'éditeur de Merlin, Charron, qui la reçoit les bras grand ouverts. Il désire même la revoir.
Bob Saint-Clar dévoile ses aptitudes sexuelles à une Tatiana, enfin révélée à elle-même.
Christine ne dit que du bien de Bob Saint-Clar, un modèle de masculinité, ce qui a pour conséquence d'énerver Merlin.
L'ignoble Karpov donne rendez-vous à Bob Saint-Clar et lui tend un piège, dans lequel celui-ci se ridiculise une fois de plus.
L'éditeur Charron somme Christine de répondre à ses invitations pressantes. La femme de ménage de Merlin lit le manuscrit et, constatant que son héros n'en mène pas large, appelle Christine à l'aide. Merlin consent à revenir en arrière et réintègre Bob Saint-Clar dans un monde plus conforme. Charron, avec ses amis, s'invite sans gêne un soir chez Christine. Merlin les aperçoit par la fenêtre, ce qui a le don de l'exaspérer encore plus.
Tatiana est successivement violée par Karpov, puis par l'ensemble des soldats américains arrivés à la rescousse. Bob Saint-Clar arrive pour affronter Karpov, mais les deux ennemis s'avouent soudainement leur amour réciproque et s'en vont à vélo, devant une Tatiana déconfite.
Christine quitte la fête quand Charron tente d'abuser d'elle. Elle se réfugie sur le palier de Merlin et s'endort. Au matin, Merlin et Christine s'avouent leur amour devant un Charron dégoûté, quand ce dernier les voit en quittant l'appartement de Christine avec ses amis. Le dernier roman de Bob Saint-Clar ne se fera probablement jamais : Merlin jette son manuscrit par la fenêtre, en direction de Charron, et les feuillets s'envolent.

## Fiche technique
- Titre : Le Magnifique
- Réalisation : Philippe de Broca
- Assistant : Tony Aboyantz
- Scénario : Francis Veber (scénario original), Jean-Paul Rappeneau (script-doctor), Daniel Boulanger (réécriture du scénario) et Philippe de Broca (cf. ci-après le chapitre « Genèse »)
- Décors : François de Lamothe
- Photographie : René Mathelin
- Cadre : Jean-Paul Schwartz
- Son : Jean Labussière, Jean Nény
- Musique : Claude Bolling
- Scripte : Suzanne Durrenberger
- Montage : Henri Lanoë
- Directeur des cascades : André Cagnard
- Assistants caméra : Jean-Paul Cornu et Philippe Bordas
- Production : Alexandre Mnouchkine, Georges Dancigers, Robert Amon
- Sociétés de production :
  - Simar Films, Les Films Ariane, Mondex et Cie
  - Oceania Produzione Internazionale, Rizzoli Film
- Sociétés de distribution : Compagnie commerciale française Cinématographique, Groupement des Editeurs de Films
- Pays d’origine :  France,
- Langue originale : français
- Format : couleur (Eastmancolor) — 35 mm — 1,66:1 — son Mono
- Genre : comédie, action
- Date de sortie : France : 23 novembre 1973
- Durée : 95 minutes
- Visa de contrôle cinématographique no 41.018
- Affiche : René Ferracci (France)

## Distribution

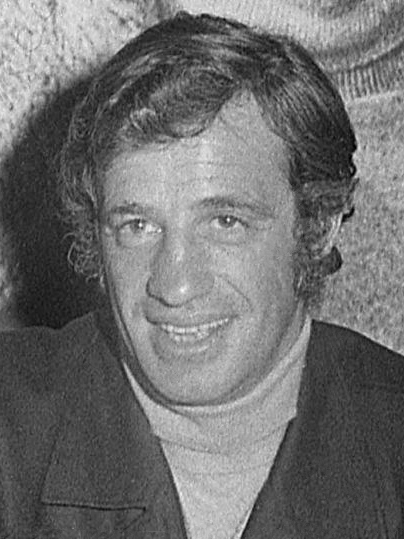
Jean-Paul Belmondo en 1971.

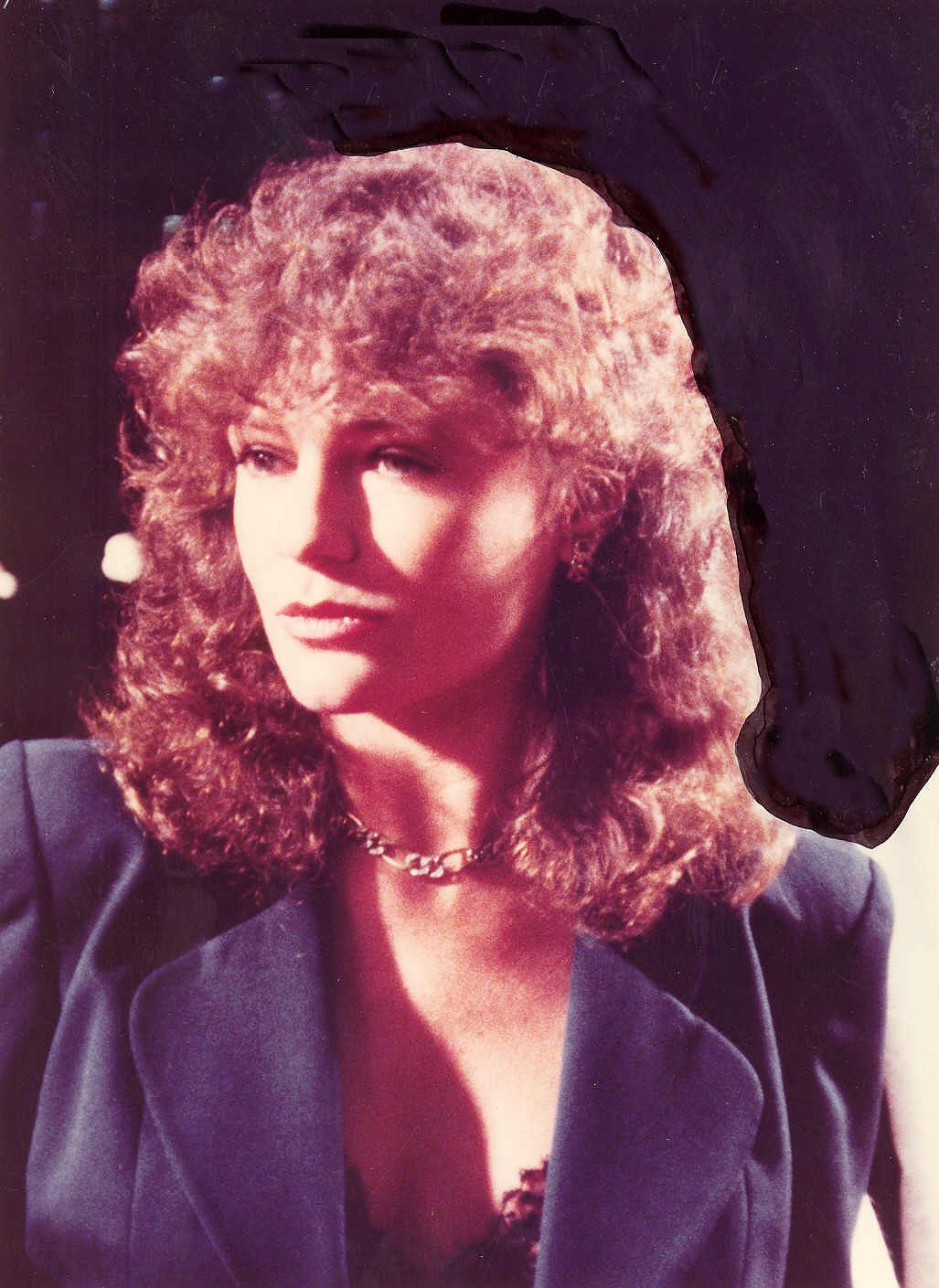
Jacqueline Bisset en 1979.

- Jean-Paul Belmondo : François Merlin / Bob Saint-Clar
- Jacqueline Bisset : Christine / Tatiana
- Vittorio Caprioli (doublé par Georges Aminel) : Georges Charron / le colonel Karpov
- Monique Tarbès : Mme Berger, la femme de ménage
- Mario David : le contractuel myope
- Bruno Garcin : Pilu, l'étudiant barbu
- Raymond Gérôme : le général Pontaubert
- Jean Lefebvre : l'électricien
- Hans Meyer (doublé par Georges Aminel) : le colonel Collins
- Fabrizio Moresco : l'étudiant à la pipe
- André Weber : le plombier
- Hubert Deschamps : le vendeur de machines à écrire
- Bernard Musson : l'interprète français qui parle le tchèque
- Thalie Frugès : l'hôtesse de Charron
- René Barrera : le deuxième tueur de l'aéroport et la « mariée » mexicaine de la voiture rouge
- Rodrigo A. Puebla
- Jean-Pierre Rambal : le conférencier sur la bande dessinée
- Gaëtan Noël : le docteur
- Micha Bayard : la secrétaire de Charron
- Roger Muni : le médecin à l'aéroport
- Max Desrau : l'interprète albanais qui parle le roumain
- Robert Berri : le commandant
- Lucienne Legrand : la femme à qui Merlin donne une grande tape sur les fesses
- Guy Simonnet
- Sébastien Floche : l'interprète serbe qui parle le russe
- Laure Moutoussamy : une amie de Charron
- Michel Thomass : le faux pope
- Jacques Wajsmark : le sociologue sans gêne Samuel Vitowsky, « l’auteur de Culture et Révolution »
- Louis Navarre : l'interprète roumain qui parle le serbe (non crédité)
- Charles Gérard : le passager du bus qui regarde François Merlin
- Jack Bérard : l'interprète russe qui parle le tchèque (non crédité)
- José Paul : le fils de Merlin (non crédité)
- Philippe de Broca : le second plombier (non crédité)
- Maurice Auzel : un informateur à l'aéroport (non crédité)
- Henri Czarniak : un soldat du commandant (non crédité)
- Alexandre Mnouchkine : un ambulancier (non crédité)

## Production

### Genèse
Le film présente une particularité : aucun scénariste n'est mentionné, ni au générique de début ni dans celui de fin. En l'occurrence, le metteur en scène Philippe de Broca explique notamment sur le DVD du film que les auteurs du scénario sont Francis Veber et lui-même et qu'un désaccord est intervenu entre eux deux concernant le rôle féminin principal (à la fois Tatiana et Christine). De Broca voulait l'étoffer, contrairement à Veber.
Ils font appel à un « scénariste-docteur », à savoir Jean-Paul Rappeneau, pour démêler l'affaire et, finalement, le rôle féminin est enrichi. À la première vision du film monté, Veber signale qu'il ne signera pas ce film. La raison, selon de Broca, est que Veber a toujours eu des problèmes avec les femmes dans ses fictions. La version de Veber est qu'une « totale incompatibilité d'humour » aurait vite rendu impossible la collaboration entre Broca et lui, au stade de l'écriture : selon lui, Broca aurait ensuite, sans l'avertir, fait appel à Daniel Boulanger pour réécrire le scénario. Veber se serait alors trouvé évincé du film alors que le projet lui était cher et aurait refusé que son nom soit présent au générique.
Francis Veber raconte, en 2023, qu'il voulait faire tourner Jean Yanne dans le rôle de Merlin/Saint-Clar, trouvant Belmondo trop caricatural pour jouer l'écrivain raté et Yanne plus sincère.

### Tournage
Les scènes de plage au Mexique (bungalow, attaque des plongeurs, etc.) ont été tournées à la Playa Gemelas, au sud de Puerto Vallarta, et au nord de « Los Arcos », que l'on voit très clairement dans plusieurs scènes, notamment celles où Belmondo fait du ski nautique.
Les scènes extérieures, quant à elles, ont été tournées à Paris à la place de la Bastille (scène de l'embouteillage), rue Tournefort (quand Christine étudie) ainsi qu'au jardin des plantes de Paris.

## Accueil

### Critique
« [...] Avec malice et brio, Philippe de Broca propose deux films en un : comédie sociale et sentimentale pleine d'humour et d'invention ; parodie d'espionnage, cocasse et speedée à souhait, avec gros bras, belles plantes et fusillades en milieu exotique.
Ce drôle de va-et-vient entre fantasmes et réalité fait gaillardement l'éloge du rêve, qui enrubanne de couleurs vives la grisaille. Quant à Jean-Paul Belmondo, il tient une forme olympique : et que je cabotine, et que je pirouette. Un vrai feu d'artifice. »

— Cécile Mury, extrait de Télérama du 3 octobre 2009.

### Box-office
Sorti en salles le 28 novembre 1973, au terme de son exploitation Le Magnifique cumule 2 803 412 entrées en France, dont 905 277 à Paris.

## Analyse